# Cubillo
Cubillo – gmina w Hiszpanii, w prowincji Segowia, w Kastylii i León, o powierzchni 20,5 km². W 2011 roku gmina liczyła 69 mieszkańców.